# Episodi di The Bridge - La serie originale (prima stagione)
La prima stagione di The Bridge - La serie originale è andata in onda per la prima volta in Svezia sul canale SVT1 dal 21 settembre 2011 al 23 novembre 2011
In Italia la stagione è andata in onda sul canale satellitare Sky Atlantic dal 20 giugno al 18 luglio 2014. In chiaro è stata trasmessa in prima visione nella Svizzera italiana su RSI LA1 dal 14 giugno al 12 luglio 2015.
| nº          | Prima TV Svezia   | Prima TV Italia |
| ----------- | ----------------- | --------------- |
| Episodio 1  | 21 settembre 2011 | 20 giugno 2014  |
| Episodio 2  | 28 settembre 2011 | 27 giugno 2014  |
| Episodio 3  | 5 ottobre 2011    | 27 giugno 2014  |
| Episodio 4  | 12 ottobre 2011   | 4 luglio 2014   |
| Episodio 5  | 19 ottobre 2011   | 4 luglio 2014   |
| Episodio 6  | 26 ottobre 2011   | 11 luglio 2014  |
| Episodio 7  | 2 novembre 2011   | 11 luglio 2014  |
| Episodio 8  | 9 novembre 2011   | 18 luglio 2014  |
| Episodio 9  | 16 novembre 2011  | 18 luglio 2014  |
| Episodio 10 | 23 novembre 2011  | 18 luglio 2014  |

## Episodio 1
- Diretto da: Charlotte Sieling
- Scritto da: Hans Rosenfeldt

### Trama
Il sindaco di Malmö viene trovata morta sul ponte di Øresund tra Copenaghen e Malmö al confine danese-svedese con il corpo tagliato a metà. Al detective Saga Norén di Malmö viene affidato il caso in collaborazione con il collega danese Martin Rohde. Presto si scopre che i morti sono due: la metà inferiore del cadavere ritrovato sul confine appartiene infatti ad una prostituta danese scomparsa più di un anno prima. Allo stesso tempo Göran Söringer, accompagnato dalla moglie Charlotte, è portato al Rigshospitalet di Copenhagen per ricevere un trapianto di cuore. Vi è poi Veronika costretta in un rapporto violento e tossicodipendente dal marito Sören. L'assistente sociale Stefan Lindberg le offre la possibilità di iniziare una nuova vita, se lei è disposta a lasciare Sören alle spalle. Nel frattempo Saga e Martin scoprono che l'auto utilizzata per trasportare i cadaveri sul ponte appartiene a Daniel Ferbé, un giovane giornalista. Ferbé si ritrova poi intrappolato in quella stessa auto insieme ad una bomba ad orologeria. Saga e Martin arrivano sulla scena quando rimangono pochi minuti sul timer. In realtà allo scadere del tempo non esplode alcuna bomba, semplicemente si aprono le portiere e dall'autoradio esce un CD sul quale l'assassino ha registrato un messaggio dove annuncia di voler portare all'attenzione pubblica cinque problemi.

## Episodio 2
- Diretto da: Charlotte Sieling
- Scritto da: Måns Mårlind

### Trama
Saga e Martin scoprono che in realtà il messaggio è stato registrato da un doppiatore professionista ingaggiato per farlo ben tre anni prima. Nel frattempo il messaggio è stato pubblicato su internet e Daniel Ferbé viene contattato dall'assassino che gli fornisce studi statistici sulla disparità sociale nelle indagini compiute dalla polizia. Rintracciano anche il server dal quale l'assassino ha agito e incredibilmente l'indirizzo corrisponde a quello della centrale di polizia di Copenaghen. Martin riapre il caso dell'altra vittima, una giovane prostituta scomparsa un anno prima, e ottiene il suo diario. Intanto in ospedale Charlotte cerca di persuadere il padre del ragazzo donatore a staccare la spina, così che si possa procedere con l'operazione. Sarà il personale medico a prendere questa decisione contro la volontà del padre. Al risveglio dall'intervento Göran confessa alla moglie di volere il divorzio, subito dopo ha una ricaduta e muore. Stefan Lindberg, un assistente sociale, viene a sapere che sua sorella Sonja vaga per le strade della città e si mette alla sua ricerca.

## Episodio 3
- Diretto da: Charlotte Sieling
- Scritto da: Hans Rosenfeldt e Morten Dragsted

### Trama
Dopo aver avvelenato numerosi senzatetto, l'assassino rapisce Bjørn e trasmette in rete la ripresa della sua lenta morte per dissanguamento. Attraverso il giornalista Daniel Ferbé, che ha soprannominato il killer "terrorista della verità", viene chiesto un riscatto di 20 milioni di corone a quattro grandi proprietari di immobili, due svedesi e due danesi, e uno di questi è Göran Söringer. Saga e Martin interrogano Sonja in ospedale, ma la donna non mostra lucidità e continua a perdere i sensi. I due agenti ottengono solamente il nome del fratello. Intanto Anja, un'adolescente, scappa di casa e accetta ospitalità di uno sconosciuto che però sembra nascondere qualcosa.

## Episodio 4
- Diretto da: Charlotte Sieling
- Scritto da: Nikolaj Scherfig

### Trama
Mentre i quattro imprenditori discutono se accettare di pagare o meno il riscatto, la polizia cerca di seguire gli indizi che l'uomo fornisce utilizzando il codice Morse attraverso la telecamera che lo riprende. Charlotte, la vedova di Göran Söringer, inizialmente è contraria alla richiesta di riscatto, cambia idea dopo aver scoperto che il marito aveva una relazione con un'altra donna. Saga e Martin riescono a rintracciare il luogo in cui viene tenuto l'ostaggio, il killer però mette entrambi fuori combattimento e fugge. Bjørn morirà poi in ambulanza senza fornire nessuna informazione utile. Intanto nell'appartamento di Lasse, nel quale Anja è sempre ospite, viene consegnato un pacco: all'interno c'è una spada giapponese. L'uomo si sta preparando a compiere una missione.

## Episodio 5
- Diretto da: Lisa Siwe
- Scritto da: Nikolaj Scherfig

### Trama
Lasse si reca nello studio di uno psicologo, dal quale aveva preso appuntamento tempo prima, e lo uccide; tenta anche il suicidio ma viene bloccato prima di compierlo. Tra Copenaghen e Malmö si verificano altri tre casi uguali. Sembra che sia stato il "terrorista della verità" a pianificare il tutto e il terzo problema che vuole portare all'attenzione è il taglio alle spese per le persone affette da disturbi mentali. Lasse viene interrogato da Saga e Martin senza però ottenere nulla di concreto. Stefan Lindberg riceve a casa sua la visita di un uomo che maltrattava una delle sue assistite e, dopo una colluttazione, lo uccide. La polizia risale all'identità di Anja tramite le registrazioni delle telecamere. I detective riescono a rintracciarla, ma il killer ascolta le comunicazioni via radio della polizia, li anticipa sul posto e le spara. In ospedale Saga interroga Anja che, prima di morire, riesce solamente a disegnare una parte del volto dell'assassino. Intanto a Copenaghen si svolge il processo a carico di quattro poliziotti accusati di aver ucciso un uomo per eccesso di violenza. Gli imputati vengono assolti e la notte stessa Henning, uno di loro, viene assalito nella sua abitazione.

## Episodio 6
- Diretto da: Lisa Siwe
- Scritto da: Nikolaj Scherfig

### Trama
Secondo Martin il killer disegnato da Anja è Stefan Lindberg, investigando in casa sua trovano delle tracce di sangue. Stefan viene arrestato ma gli agenti giungono alla conclusione che non è lui il killer che stanno cercando, quindi lo rilasciano. Il killer pubblica in rete nuovi documenti, il nuovo problema è l'immigrazione e l'integrazione. Intanto Daniel Ferbé finisce in overdose e viene ricoverato in ospedale. In città scoppiano delle rivolte tra immigrati e agenti di polizia dopo l'esito del processo. La moglie di Henning, denuncia la sua scomparsa. L'uomo è tenuto prigioniero nella cantina di un negozio da Salif, il fratello del ragazzo ucciso dai poliziotti assolti nel processo. Quando il padre di Salif lo scopre Henning viene liberato, uscito in strada vede un uomo con l'uniforme della polizia che prima gli fa un cenno per avvicinarsi e poi lo fredda con un colpo di pistola. August, il figlio maggiore di Martin avuto da una precedente relazione, è affascinato da Saga e i due hanno una relazione. Saga inizia a sospettare che il killer possa essere un poliziotto.

## Episodio 7
- Diretto da: Henrik Georgsson
- Scritto da: Måns Mårlind

### Trama
Un uomo sequestra uno scuolabus con a bordo 5 bambini. Più tardi il killer pubblica in rete il collegamento video dal vivo dei bambini e chiede alla gente di dare fuoco alla sede di cinque aziende che hanno sfruttato il lavoro infantile, ogni incendio salverò la vita di un bimbo. Poco prima dello scadere dell'ultimatum i 5 incendi vengono appiccati e più tardi liberati anche i bambini. Le indagini della polizia si concentrano su persone che hanno ricevuto un addestramento militare, come poliziotti o ex-poliziotti. Dopo essersi risvegliata, Sonja viene interrogata da Saga e Martin i quali le mostrano le foto di alcuni sospettati: lei reagisce alla vista di Jesper Anderson. Intanto viene rinvenuto il cadavere dell'uomo ucciso da Stefan e viene arrestato. Saga rivela a Martin che in realtà lei e August non hanno fatto sesso, ma hanno semplicemente dormito insieme. Dopo la crisi matrimoniale Martin viene ospitato temporaneamente da Saga, mentre la moglie sembra accettare le avances di un uomo conosciuto per lavoro. Ferbé viene licenziato, il killer lo chiama e gli propone un'intervista esclusiva: in realtà è solamente una trappola per attirarlo nell'auto dove scatta un marchingegno e viene ucciso.

## Episodio 8
- Diretto da: Henrik Georgsson
- Scritto da: Hans Rosenfeldt

### Trama
La polizia fa irruzione nell'appartamento di Jesper Anderson, viene portato in centrale e interrogato. Jesper è un ex-poliziotto addestrato dall'FBI a Quantico, inoltre gli agenti hanno scoperto alcuni collegamenti con i recenti casi. Anni prima, in un'operazione congiunta tra la polizia danese e svedese rimasero uccisi alcuni suoi colleghi, uno dei poliziotti coinvolti era Henning. In seguito venne preso in cura dallo stesso psicologo ucciso poi da Lasse. Dopo l'interrogatorio Jesper riesce a scappare dalla centrale grazie all'aiuto di Kent Hammar, un agente di polizia, i due cercano di fuggire a bordo di un traghetto ma vengono raggiunti. In seguito si scoprirà che in realtà Jesper e Kent sono dei sadici che violentano dei minori, ma non sono loro i killer che la polizia sta cercando. Mette, la moglie di Martin in stato di gravidanza, ha delle forti fitte e viene ricoverata in ospedale, i dolori si rivelano essere solo dei calcoli renali ma si scopre anche che aspetta due gemelli. Proseguendo con le indagini riemerge un vecchio caso: Jens, un brillante agente danese perde moglie (svedese) e figlio in un incidente d'auto sul ponte di Øresund, cade in depressione, perde il lavoro e poi si suicida; l'autopsia però non è mai stata eseguita. Emerge anche che Daniel Ferbé lavorò sul fatto e che tutti i capannoni andati in fiamme appartengono un'unica società controllante. Sonja, interrogata di nuovo, riconosce la foto di Jens e dice che la difendeva da Bjørn e che poi veniva aggredito dallo stesso.

## Episodio 9
- Diretto da: Henrik Georgsson
- Scritto da: Hans Rosenfeldt

### Trama
Viene alla luce che la notte dell'incidente Jens e la moglie litigarono: lei aveva una relazione con un altro uomo e voleva il divorzio, in seguito Martin confessa a Saga che l'uomo con cui aveva la relazione era proprio lui. Gli agenti scoprono che Jens si è sottoposto ad un intervento chirurgico e ha cambiato il suo aspetto, riescono ad ottenere una foto da un'infermiera: è l'uomo che corteggia Mette. August incontra Frida, la sua ex-ragazza, con cui crede di aver chattato nei giorni precedenti, in realtà scopre che era qualcun altro che si era impossessato del suo account. Jens ora ha assunto l'identità di Sebastian Sandstrod, risalgono ai conti bancari e al suo indirizzo, in casa trovano molto materiale in relazione con i casi. Saga scopre anche che Jens venne a sapere che il suo collega Martin era l'uomo con cui la moglie lo tradiva. Nel frattempo Sebastian è a casa di Mette e si offre di accompagnarla assieme ai figli allo zoo, in realtà li porta in una casa isolata e poi con un inganno li chiude all'interno e lascia la donna con una granata innescata in mano. August aveva un appuntamento con quella che credeva essere Frida, la polizia organizza una trappola credendo che si presenterà Jens, il killer però fiuta la loro presenza e se ne va. Con una telefonata anonima avvisa la polizia dove si trovano Mette e i bambini che poi vengono messi in salvo. August è in casa con Saga e la vigilanza della polizia, nella notte vengono assaliti dal killer che spara a Saga e rapisce il ragazzo.

## Episodio 10
- Diretto da: Henrik Georgsson
- Scritto da: Hans Rosenfeldt

### Trama
Saga è ferita, ha perso molto sangue ma, contro il parere dei medici, lascia l'ospedale e continua le indagini. Jens tiene prigioniero August in una cassa. Saga e Martin si recano nell'abitazione della madre di Jens, afflitta da demenza senile e che vive da anni in un ricovero, qui trovano l'altra metà del corpo della donna rinvenuto sul ponte. Martin riceve la chiamata di Jens, gli dà un appuntamento al quale deve presentarsi da solo, per raggiungere il luogo gli fornisce le indicazioni per telefono, gli dirà poi di andare alla stazione e prendere un treno diretto in Svezia. Anche Jens è sul quel treno, ha addosso dell'esplosivo e si siede di fronte a lui. Intanto Saga, grazie ad una sua intuizione trova August, ma ormai è troppo tardi. Jens ferma il treno a metà del ponte di Øresund, scendono prendendo una passeggera come ostaggio e poi dice a Martin di ammanettarla e spararle un colpo di pistola in cambio della vita di August, tutto questo viene ripreso e trasmesso dal vivo su internet. Martin spara alla donna, Jens però gli dice che August è già morto. Saga giunge sul ponte, vede che Martin sta puntando la pistola contro Jens, per impedirgli di sparargli e compromettere la sua carriera gli spara a sua volta per disarmarlo e poi spara al killer.